# Cyrtodactylus himalayanus
Espèce
Synonymes
- Tenuidactylus himalayanus Szczerbak & Golubev, 1984
- Gonydactylus himalayanus Kluge, 1991
- Cyrtopodion himalayanus Rösler, 2000
- Siwaligekko himalayanus Khan, 2003

Cyrtodactylus himalayanus est une espèce de geckos de la famille des Gekkonidae.

## Répartition
Cette espèce se rencontre au Jammu-et-Cachemire en Inde et au Népal. 

## Description
C'est un gecko essentiellement insectivore.

## Étymologie
Son nom d'espèce lui a été donné en référence au lieu de sa découverte, l'Himalaya.

## Publication originale
- Duda & Sahi, 1978 : Cyrtodactylus himalayanus: a new gekkonid species from Jammu, India. Journal of Herpetology, vol. 12, no 3, p. 351-354.